# IVe législature de la Cinquième République française
La IVe législature de la Cinquième République française est un cycle parlementaire qui s'ouvre le 11 juillet 1968 et se termine le 1er avril 1973. Pour la première fois dans l'histoire de la République, un parti, l'UDR, dispose de la majorité absolue des sièges à l'Assemblée nationale.

## Composition de l'exécutif
- Présidents :
  - Charles de Gaulle
  - Alain Poher (par intérim)
  - Georges Pompidou

### Premiers ministres et gouvernements successifs
| Gouvernement | Gouvernement | Gouvernement                           | Dates (Durée)                                        | Partis            | Premier ministre          | Composition initiale               |
| ------------ | ------------ | -------------------------------------- | ---------------------------------------------------- | ----------------- | ------------------------- | ---------------------------------- |
| 1            |              | Gouvernement Maurice Couve de Murville | 10 juillet 1968 - 20 juin 1969 (11 mois et 10 jours) | UD-Ve, UDR – FNRI | Maurice Couve de Murville | 18 ministres 12 secrétaires d'État |
| 2            |              | Gouvernement Jacques Chaban-Delmas     | 20 juin 1969 - 5 juillet 1972 (3 ans et 15 jours)    | UDR - FNRI - CDP  | Jacques Chaban-Delmas     | 16 ministres 22 secrétaires d'État |
| 3            |              | Gouvernement Pierre Messmer (1)        | 6 juillet 1972 - 5 avril 1973 (8 mois et 30 jours)   | UDR - FNRI - CDP  | Pierre Messmer            | 16 ministres 13 secrétaires d'État |

## Composition de l'Assemblée nationale

### Groupes parlementaires
Les élections législatives de 1968 ont eu lieu les 23 et 30 juin 1968, après la dissolution de l'Assemblée Nationale par le Président de la République Charles De Gaulle pour répondre à la crise de mai 68. Les partis de gauche, alors considérés comme partiellement responsables de ladite crise, subissent une cuisante défaite au profit de la majorité sortante, qui avait pourtant éprouvé de sérieuses difficultés à l'emporter lors des précédentes élections.
| Groupe parlementaire               | Groupe parlementaire               | Groupe parlementaire                    | Députés                            | Députés                            | Députés | Président déclaré                                              |
| Groupe parlementaire               | Groupe parlementaire               | Groupe parlementaire                    | Membres                            | Apparentés                         | Total   | Président déclaré                                              |
| ---------------------------------- | ---------------------------------- | --------------------------------------- | ---------------------------------- | ---------------------------------- | ------- | -------------------------------------------------------------- |
|                                    | UDR                                | Union des démocrates pour la République | 270                                | 23                                 | 293     | Henri Rey (1968-1969), Marc Jacquet (1969-1973)                |
|                                    | RI                                 | Républicains indépendants               | 57                                 | 4                                  | 61      | Raymond Mondon (1968-1969), Aimé Paquet (1969-1973)            |
|                                    | SOC                                | FGDS puis Socialiste                    | 57                                 | 0                                  | 57      | Gaston Defferre                                                |
|                                    | COM                                | Communiste                              | 33                                 | 1                                  | 34      | Robert Ballanger                                               |
|                                    | PDM                                | Progrès et démocratie moderne           | 30                                 | 3                                  | 33      | Jacques Duhamel (1968-1969), Eugène Claudius-Petit (1969-1973) |
|                                    |                                    |                                         |                                    |                                    |         |                                                                |
| Total de députés membre de groupes | Total de députés membre de groupes | Total de députés membre de groupes      | Total de députés membre de groupes | Total de députés membre de groupes | 478     |                                                                |
|                                    | Députés non-inscrits               | Députés non-inscrits                    | Députés non-inscrits               | Députés non-inscrits               | 9       |                                                                |
|                                    |                                    |                                         |                                    |                                    |         |                                                                |
| Total des sièges pourvus           | Total des sièges pourvus           | Total des sièges pourvus                | Total des sièges pourvus           | Total des sièges pourvus           | 487     |                                                                |

### Modifications à la composition de l'Assemblée
Conformément au principe constitutionnel de séparation des pouvoirs, les députés nommés au gouvernement laissent leur siège à l'Assemblée à leur suppléant un mois après leur nomination ministérielle. De même, lorsqu'ils quittent leurs fonctions gouvernementales, ils retrouvent leur siège au palais Bourbon un mois plus tard.
La composition de l'Assemblée est également modifiée par des élections législatives partielles consécutives à des annulations d'élections par le conseil constitutionnel ou à des démissions de députés.
| #  | Dates de l’élection            | Circonscription            | Député élu lors des élections législatives de 1968   | Parti | Parti | Groupe | Député élu ou réélu lors de l'élection partielle | Parti | Parti | Groupe | Raison de la tenue d'une élection partielle |
| -- | ------------------------------ | -------------------------- | ---------------------------------------------------- | ----- | ----- | ------ | ------------------------------------------------ | ----- | ----- | ------ | ------------------------------------------- |
| 1  | 8 et 15 décembre 1968          | 11e des Hauts-de-Seine     | Guy Ducoloné                                         |       | PCF   | COM    | Guy Ducoloné                                     |       | PCF   | COM    | Invalidée par le Conseil constitutionnel    |
| 2  | 21 septembre 1969              | 2e du Cantal               | Georges Pompidou                                     |       | UDR   | UDR    | Pierre Raynal                                    |       | UDR   | UDR    | Elu président de la république              |
| 3  | 19 octobre 1969                | 3e du Doubs                | Christian Genevard                                   |       | UDR   | UDR    | Edgar Faure                                      |       | UDR   | UDR    | Démission,                                  |
| 4  | 19 octobre 1969                | 8e de la Moselle           | Maurice Jarrige                                      |       | UDR   | UDR    | Pierre Messmer                                   |       | UDR   | UDR    | Démission,                                  |
| 5  | 19 octobre 1969                | 4e de la Sarthe            | René Pailler                                         |       | UDR   | UDR    | Joël Le Theule                                   |       | UDR   | UDR    | Démission,                                  |
| 6  | 19 octobre 1969                | 3e de la Savoie            | Léopold Durbet                                       |       | UDR   | UDR    | Pierre Dumas                                     |       | UDR   | UDR    | Démission,                                  |
| 7  | 19 octobre 1969                | 2e de l'Yonne              | Georges Barillon                                     |       | RI    | RI     | Jean Chamant                                     |       | RI    | RI     | Démission,                                  |
| 8  | 19 et 26 octobre 1969          | 4e des Yvelines            | Pierre Clostermann                                   |       | UDR   | UDR    | Michel Rocard                                    |       | SE    | NI     | Démission,                                  |
| 9  | 7 et 14 juin 1970              | 12e de Paris               | Pierre Bourgoin                                      |       | UDR   | UDR    | Pierre de Bénouville                             |       | UDR   | UDR    | Démission,                                  |
| 10 | 21 et 28 juin 1970             | 1re de Meurthe-et-Moselle  | Roger Souchal                                        |       | UDR   | UDR    | Jean-Jacques Servan-Schreiber                    |       | SE    | RDS    | Démission,                                  |
| 11 | 12 juillet 1970                | Territoire des Comores     | Said Ibrahim bin Said Ali                            |       | UDR   | UDR    | Mohamed Dahalani                                 |       | UDR   | UDR    | Démission,                                  |
| 12 | 20 septembre 1970              | 2e de la Gironde           | Jacques Chabrat (suppléant de Jacques Chaban-Delmas) |       | UDR   | UDR    | Jacques Chaban-Delmas                            |       | UDR   | UDR    | Décès                                       |
| 13 | 28 novembre et 5 décembre 1971 | 1re des Hautes-Alpes       | Émile Didier                                         |       | FGDS  | FGDS   | Pierre Bernard-Reymond                           |       | PDM   | PDM    | Elu sénateur                                |
| 14 | 28 novembre et 5 décembre 1971 | 1re de l'Aveyron           | Roland Boscary-Monsservin                            |       | RI    | RI     | Jean Briane                                      |       | SE    | NI     | Elu sénateur                                |
| 15 | 28 novembre et 5 décembre 1971 | 2e de la Drôme             | Maurice Pic                                          |       | FGDS  | FGDS   | Henri Michel                                     |       | FGDS  | FGDS   | Elu sénateur                                |
| 16 | 12 décembre 1971               | 5e de la Charente-Maritime | Raymond Grandsart (suppléant de Jean de Lipkowski)   |       | UDR   | UDR    | Jean de Lipkowski                                |       | UDR   | UDR    | Décès                                       |

|                   | Groupe | Groupe   | Groupe | Groupe | Groupe | Isolés | Vacant                            | Raison               |
| UDR               | RI     | FGDS/SOC | COM    | PDM    |        | Isolés | Vacant                            | Raison               |
| ----------------- | ------ | -------- | ------ | ------ | ------ | ------ | --------------------------------- | -------------------- |
|                   |        |          |        |        |        | Isolés | Vacant                            | Raison               |
| 11 juillet 1968   | 293    | 61       | 57     | 34     | 33     | 9      |                                   | Composition initiale |
| 26 octobre 1969   | 292    | 61       | 57     | 34     | 33     | 10     | Élections législatives partielles |                      |
| 28 juin 1970      | 291    | 61       | 57     | 34     | 33     | 11     | Élections législatives partielles |                      |
| 5 décembre 1971   | 291    | 60       | 56     | 34     | 34     | 12     | Élections législatives partielles |                      |
| 16 mai 1972       | 290    | 60       | 56     | 34     | 34     | 12     | 1                                 | Démission            |
| 21 juillet 1972   | 289    | 60       | 56     | 34     | 34     | 12     | 2                                 | Démission            |
| 13 aout 1972      | 288    | 60       | 56     | 34     | 34     | 12     | 3                                 | Décès                |
| 14 septembre 1972 | 287    | 60       | 56     | 34     | 34     | 12     | 4                                 | Décès                |

## Présidents de l'Assemblée
- Jacques Chaban-Delmas (UDR, 2e circonscription de la Gironde) jusqu'au 20 juin 1969.
- Achille Peretti (UDR, 6e circonscription des Hauts-de-Seine) à partir du 25 juin 1969.

### Élection du président de l'Assemblée nationale

#### Élection du président
| Candidat              | Circonscription        | Groupe politique | Groupe politique | Voix | %     |
| --------------------- | ---------------------- | ---------------- | ---------------- | ---- | ----- |
| Jacques Chaban-Delmas | Gironde (2e)           |                  | UDR              | 356  | 77,06 |
| Max Lejeune           | Somme (4e)             |                  | FGDS             | 71   | 15,37 |
| Robert Ballanger      | Seine-Saint-Denis (8e) |                  | COM              | 34   | 7,36  |
| Autre suffrage        |                        |                  |                  | 1    | 0,22  |
|                       |                        |                  |                  |      |       |
| Votants               | Votants                | Votants          | Votants          | 472  | 100   |
| Blancs et nuls        | Blancs et nuls         | Blancs et nuls   | Blancs et nuls   | 10   | 2,12  |
| Exprimés              | Exprimés               | Exprimés         | Exprimés         | 462  | 97,88 |

#### Remplacement de Jacques Chaban-Delmas
| Candidat                        | Circonscription     | Groupe politique | Groupe politique | Voix | %     |
| ------------------------------- | ------------------- | ---------------- | ---------------- | ---- | ----- |
| Achille Peretti                 | Hauts-de-Seine (6e) |                  | UDR              | 319  | 89,86 |
| Marie-Claude Vaillant-Couturier | Val-de-Marne (1re)  |                  | COM              | 34   | 9,58  |
| Divers                          |                     |                  |                  | 2    | 0,56  |
|                                 |                     |                  |                  |      |       |
| Votants                         | Votants             | Votants          | Votants          | 410  | 100   |
| Blancs et nuls                  | Blancs et nuls      | Blancs et nuls   | Blancs et nuls   | 55   | 13,41 |
| Exprimés                        | Exprimés            | Exprimés         | Exprimés         | 355  | 86,59 |